# Cupa României 2020/21
Der Cupa României wurde in der Saison 2020/21 zum 83. Mal ausgespielt. Der Titelverteidiger FCSB Bukarest konnte den Titel nicht verteidigen und schied im Achtelfinale aus. Pokalsieger wurde CS Universitatea Craiova.

## Modus
Die Klubs der Liga 1 stiegen erst in der Runde der letzten 32 Mannschaften ein. Es wurde jeweils nur eine Partie ausgetragen, das Halbfinale wurde in Hin- und Rückspiel entschieden. Fand nur eine Partie statt und stand diese nach 90 Minuten unentschieden oder konnte in beiden Partien unter Berücksichtigung der Auswärtstorregel keine Entscheidung herbeigeführt werden, folgte eine Verlängerung von 30 Minuten. Falls danach noch immer keine Entscheidung gefallen war, wurde die Entscheidung im Elfmeterschießen herbeigeführt.

## Sechzehntelfinale
| Datum             |                               | Ergebnis              |                           |
| ----------------- | ----------------------------- | --------------------- | ------------------------- |
| 27. November 2020 | FC Chindia Târgoviște         | 1:1 n. V. (4:2 i. E.) | FC Hermannstadt           |
|                   | Progresul Spartak Bukarest    | 0:5                   | CS Universitatea Craiova  |
| 28. November 2020 | Turris-Oltul Turnu Măgurele   | 1:0                   | Sepsi OSK Sfântu Gheorghe |
|                   | CSC Sânmartin                 | 0:1                   | FC Dunărea Călărași       |
|                   | FC Universitatea Craiova      | 1:3                   | ASU Politehnica Timișoara |
|                   | Farul Constanța               | 2:1                   | FC Academica Clinceni     |
|                   | CS Concordia Chiajna          | 0:2                   | FC Botoșani               |
|                   | Pandurii Târgu Jiu            | 1:0                   | FC Argeș Pitești          |
|                   | Ceahlăul Piatra Neamț         | 1:2                   | Petrolul Ploiești         |
|                   | Dinamo Bukarest               | 3:0                   | FC Viitorul Constanța     |
| 29. November 2020 | Ripensia Timișoara            | 1:5                   | Astra Giurgiu             |
|                   | ACS Hușana Huși               | 2:8                   | Universitatea Cluj        |
|                   | FC Voluntari                  | 0:6                   | Gaz Metan Mediaș          |
|                   | FC Politehnica Iași           | 1:0                   | CFR Cluj                  |
| 30. November 2020 | FK Csíkszereda Miercurea Ciuc | 0:2                   | UTA Arad                  |
|                   | Gloria Buzău                  | 10:3 1 (kampflos)     | FCSB Bukarest             |

## Achtelfinale
| Datum            |                           | Ergebnis          |                             |
| ---------------- | ------------------------- | ----------------- | --------------------------- |
|                  | FC Dunărea Călărași       | 13:0 1 (kampflos) | Turris-Oltul Turnu Măgurele |
| 9. Februar 2021  | Petrolul Ploiești         | 3:0               | FC Politehnica Iași         |
| 10. Februar 2021 | Farul Constanța           | 0:3               | FC Chindia Târgoviște       |
|                  | Universitatea Cluj        | 2:1               | UTA Arad                    |
|                  | Dinamo Bukarest           | 1:0               | FCSB Bukarest               |
| 11. Februar 2021 | Pandurii Târgu Jiu        | 3:0               | Gaz Metan Mediaș            |
|                  | ASU Politehnica Timișoara | 1:2               | Astra Giurgiu               |
|                  | FC Botoșani               | 0:1               | CS Universitatea Craiova    |

## Viertelfinale
| Datum        |                       | Ergebnis |                          |
| ------------ | --------------------- | -------- | ------------------------ |
| 2. März 2021 | FC Chindia Târgoviște | 0:1      | CS Universitatea Craiova |
| 3. März 2021 | Universitatea Cluj    | 1:3      | Pandurii Târgu Jiu       |
|              | Petrolul Ploiești     | 0:3      | Astra Giurgiu            |
| 4. März 2021 | FC Dunărea Călărași   | 1:3      | Dinamo Bukarest          |

## Halbfinale
| Datum                      |                          | Gesamt                |                    | Hinspiel | Rückspiel |
| -------------------------- | ------------------------ | --------------------- | ------------------ | -------- | --------- |
| 13. April und 11. Mai 2021 | Astra Giurgiu            | 1:1 n. V. (5:4 i. E.) | Dinamo Bukarest    | 1:0      | 0:1       |
| 14. April und 12. Mai 2021 | CS Universitatea Craiova | 5:2                   | Pandurii Târgu Jiu | 3:0      | 2:2       |

## Finale
| Paarung                  | Astra Giurgiu – CS Universitatea Craiova |
| Ergebnis                 | 2:3 n. V. (1:1, 1:1) |
| Datum                    | 22. Mai 2021 |
| Stadion                  | Ilie-Oană-Stadion, Ploiești |
| Zuschauer                | 1.500 |
| Schiedsrichter           | Horațiu Feșnic |
| Tore                     | 0:1 Andrei Ivan (14.) 1:1 Valerică Găman (17., Foulelfmeter) 2:1 Yann Boé-Kane (93.) 2:2 Dan Nistor (100.) 2:3 Vladimir Screciu (113.) |
| Astra Giurgiu            | Mihai Popa – Igor Jovanović, Valerică Găman, Abdel Lamanje, Hugo Sousa (66. Robert Riza) – Dario Čanađija (118. Adeshina Fatai), Yann Boé-Kane, Ljuban Crepulja – Valentin Gheorghe (118. Dragoș Gheorghe), Albert Stahl (67. Silviu Balaure), Sulejman Krpić Cheftrainer: Ionuț Badea                                        |
| CS Universitatea Craiova | Mirko Pigliacelli – Mihai Bălașa, Marius Constantin (74. Stephane Acka), Nicușor Bancu, Bogdan Vătăjelu – Alexandru Mateiu (75. Alexandru Tudorie), Dan Nistor, Alexandru Cicâldău – Ștefan Baiaram (74. Vladimir Screciu), George Cîmpanu (66. Juan Cámara, 119. Matteo Fedele), Andrei Ivan Cheftrainer: Marinos Ouzounidis |
| Gelbe Karten             | Abdel Lamanje, Ljuban Crepulja, Mihai Popa – Juan Cámara, Vladimir Screciu, Mirko Pigliacelli |